# سازمان باله ملی ایران
سازمان باله ملی ایران سازمانی هنری وابسته به وزارت فرهنگ دولت شاهنشاهی ایران بود که در سال ۱۳۳۷ گشایش یافت و به کار تولید و اجرای باله در کشور می‌پرداخت.
این سازمان تنها مؤسسه تمام دولتی مربوط به هنر باله در ایران بود و در طی دوران فعالیت خود تا فروپاشی نظام پادشاهی، به عنوان نام آورترین و برجسته‌ترین سازمان باله ملی در تمام خاورمیانه و آسیای میانه شناخته میشد. سازمان باله ملی ایران که در تالار رودکی تهران مستقر بود سرانجام پس از بیست و یک سال فعالیت در پی وقوع انقلاب ۱۳۵۷ منحل اعلام شد ولی بعد از بیست و سه سال به وسیله نیما کیان و تحت نام سازمان باله ایران (با نام بین‌المللی Les Ballets Persans) در کشور سوئد بازسازی شد.

## تاریخچه

### باله در ایران

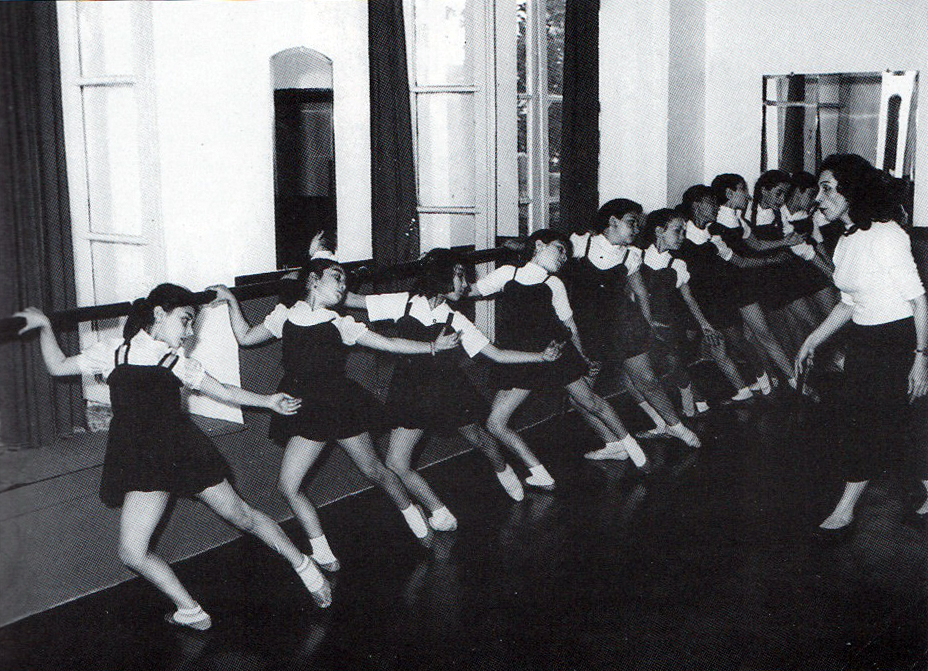
کلاس باله مادام یلنا در تهران. ۱۳۲۷

تاریخ باله در ایران با شروع کلاس‌های مادام کرنلی که مهاجری از روسیه بود در ۱۳۰۷ و در تهران آغاز شد. پس از او دو مهاجر ارمنی تبار، به ترتیب مادام یلنا (اودیسیان) و سرکیس جانبازیان در سال‌های ۱۳۱۲ و ۱۳۱۷ کلاسهایی در تبریز و قزوین دایر کردند. هر چند نمایش باله پیش از انقلاب روسیه توسط روس‌ها در ایران بر روی صحنه برده شده بود ولی سه مهاجر نامبرده نقش اصلی و تعین‌کننده‌ای برای معرفی هنر باله به جامعه فرهنگی و هنری ایران داشتند. تلاش آنان باعث ایجاد مراکز آموزشی رقص باله در شهرهای بزرگ ایران مثل تبریز، قزوین و تهران و آشنائی ایرانیان با این هنر شد. بدین ترتیب، هنر باله در میان تمام کشورهای خاورمیانه (به استثنای جمهوری آذربایجان که در آن زمان بخشی از روسیه تزاری محسوب می‌شد) برای نخستین بار به ایران راه یافت.

### نخستین گروه باله ایرانی
اولین سازمان حرفه‌ای رقص در ایران که ترکیبی از حرکات باله، رقص سنتی ایرانی و فولکلر را ارائه می‌کرد به نام استودیوی هنرهای باستانی ایران در دهه ۱۹۴۰ میلادی و به وسیلهٔ نیلا کرم-کوک به وجود آمد که اطلاعات وثیقی از فرهنگ‌های شرقی داشت و به عنوان کاردار فرهنگی سفارت آمریکا در تهران کار می‌کرد. گروهی که او ملهم از فرهنگ، ادبیات و آثار شعرای ایرانی پایه‌ریزی کرد جدا از به صحنه بردن برنامه‌های متفاوت در شهرهای مختلف ایران، برای اجرای برنامه به ترکیه، یونان، ایتالیا، لبنان، هند و... سفر کرد. این گروه تا سال ۱۳۳۲ فعالیت می‌کرد.

### پایه‌گذاری یک سازمان باله ملی در ایران

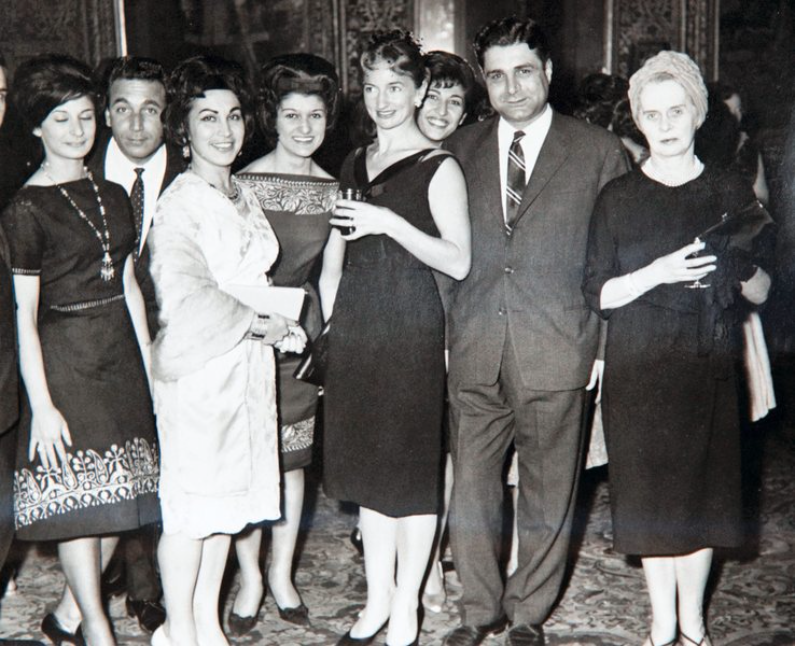
نینت دو ولوآ (نفر اول از سمت راست) نژاد احمدزاده (نفر دوم)، و هایده احمدزاده (نفر سوم از چپ) در تهران. ۱۳۴۱

در طول دهه ۱۳۳۰ وزارت فرهنگ و هنر ایران با الهام از کشورهای اروپائی تصمیم به ایجاد یک کمپانی باله در سطح ملی گرفت. برای این منظور تعدادی از فعالین این رشته در ایران را برای گذراندن دوره‌های آموزش مدیریت فرهنگی یا بازدید از تالارهای اپرا به اروپا و آمریکا فرستاد و از تعدادی کارشناسان خارجی برای کمک به پایه‌ریزی باله و اپرای ملی ایران و گشایش تالار رودکی دعوت کرد. مادام نینت دو ولوآ – که بعدها مسبب پایه‌گذاری کمپانی‌های باله ملی در چند کشور دیگر خاورمیانه مثل ترکیه و مصر شد – به دعوت وزارت فرهنگ و هنر به ایران آمد. سر انجام در سال ۱۳۳۷، «سازمان باله ملی ایران» به وسیلهٔ نژاد احمدزاده بنیان گذاشته شد و یک دهه بعد به اپراخانه تازه تأسیس شده تهران، تالار رودکی، نقل مکان کرد و توانست در طول سال‌های بعد به یکی از معتبرترین و در سطح بین‌المللی شناخته شده‌ترین سازمان‌های هنری ایران تبدیل شود.
این سازمان در طول بیست و یک سال فعالیت خود و با حدود پنجاه رقصندهٔ عضو ثابت و رقصنده میهمان تا وقوع انقلاب ۱۳۵۷ آثار متعددی از رپرتوار کلاسیک و مدرن باله را به روی صحنه برد. صحنه تالار رودکی تهران، هم به جهت سطح بالای تولیدات و هم به خاطر امکانات ویژه تکنیکی صحنه، در تمام خاورمیانه جایگاه ویژه‌ای برای اجرای برنامه هنرمندان بین‌المللی باله و اپرا یافت. رودلف نوریف و مارگوت فونتین برای اجرای برنامه به ایران آمدند. بیرگیت کولبرگ، الوین ایلی، مارتا گراهام و موریس بژار آثار خود را در تالار رودکی به روی صحنه بردند و برای باله ملی ایران باله‌های اختصاصی تولید کردند. برگزاری جشنواره‌های مختلف مثل جشن هنر شیراز در خارج از پایتخت در طول دهه ۱۳۴۰ و ۱۳۵۰ هنر باله و رقص را به قشر وسیع تری از ایرانیان معرفی کرد. بیش از نیمی از رقصندگان و فعالین سازمان باله ملی ایران غیر ایرانی و از ملیت‌های مختلف بودند که به مرور زمان از کشورهای دیگر، بالاخص اروپایی، جذب این گروه شدند. در کنار فعالیت‌های تولیدی سازمان باله ملی ایران از اوان تأسیس هنرستان باله نیز راه‌اندازی شد تا به تربیت هنرمندان جوان ایرانی بپردازد. از سازمان باله ملی ایران مرتباً برای اجرای برنامه در مراسم رسمی دولت ایران و در حضور شخصیت‌های عالیرتبه مانند ملکه الیزابت انگلستان، ملک حسن مراکش، شارل دو گل رئیس‌جمهور فرانسه، یحیی خان رئیس‌جمهور پاکستان، ریچارد نیکسون رئیس‌جمهور آمریکا و... استفاده می‌شد.

## رپرتوار

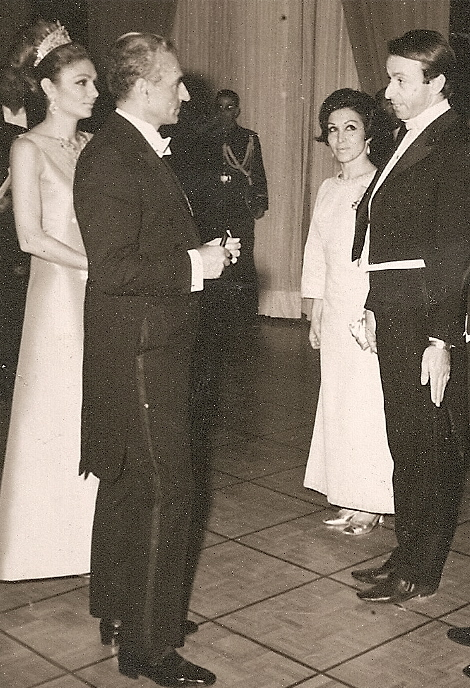
رابرت دو وارن و هایده احمدزاده در حال گفتگو با پادشاه و فرح پهلوی. ۱۳۴۶

رپرتوار باله سازمان عمدتاً شامل آثار غربی باله مثل دریاچه قو، زیبای خفته، فندق شکن و ژیسل می‌شد ولی به مرور آثار جدیدی با الهام از تاریخ و فرهنگ ایران تولید شد مثل باله بیژن و منیژه (ساخته حسین دهلوی)، سیمرغ (ساخته لوریس چکناوریان)، افسانه آفرینش (ساخته ملیک اصلانیان)، شهرزاد (ساخته امین الله آندره حسین) و غیره.
سازمان باله ملی ایران به‌طور مداوم از استادان بنام باله و هنرمندان برجسته رقص پرداز از کشورهای مختلف برای کار و توسعه این هنر در ایران دعوت به عمل می‌آورد. ویلیام دالر که هم‌زمان با پایه‌گذاری باله ملی ایران به تهران دعوت شده بود، نخستین استاد باله‌ای بود که بر اساس روش آموزشی باله در غرب، تدریس و تربیت هنرجو را در ایران پایه‌ریزی کرد. بعد از او اساتید باله و رقص پردازانی که نینت دو ولوآ به ایران فرستاد مانند میرو زولان، ریچارد براون، رابرت دو وارن، آن هیتون، رابرت اورازگیلدیو و دیگران رپرتوار مفصلی برای سازمان باله ملی ایران ترتیب دادند.

## انحلال سازمان

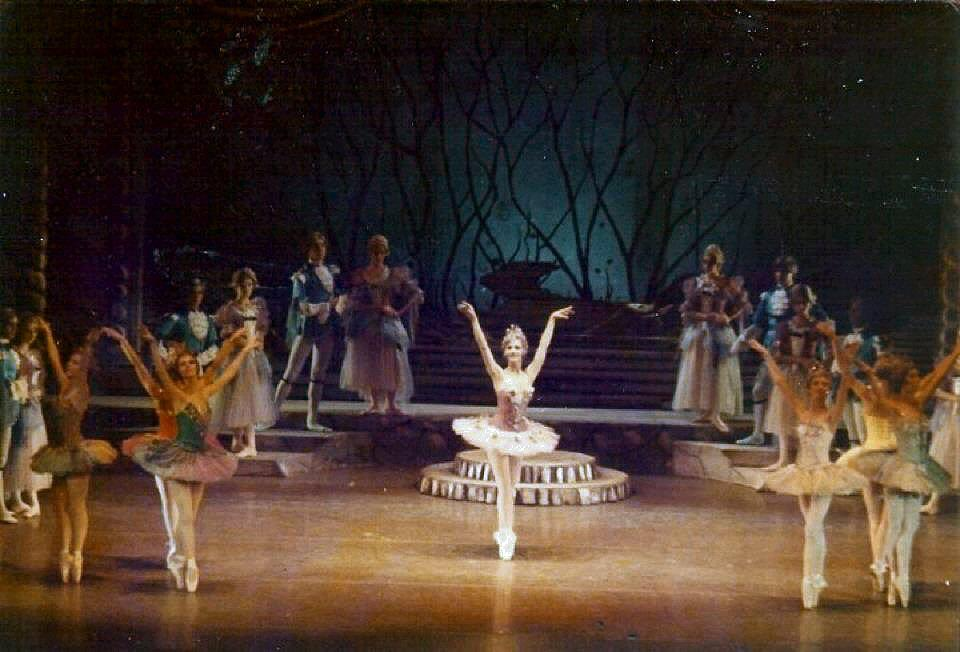
بالهٔ زیبای خفته، آخرین اثر باله‌ای که روی صحنه تالار رودکی دیده شد. ۱۳۵۷

با وقوع انقلاب ۱۳۵۷ فعالیت این سازمان هنری بین‌المللی متوقف شد. آخرین اثر باله‌ای که به وسیلهٔ سازمان باله ملی ایران تولید و در تالار رودکی به صحنه گذاشته شد، باله زیبای خفته در فصل هنری پائیزه ۱۳۵۷ (اکتبر ۱۹۷۸) بود. تمامی اعضای خارجی سازمان در طول زمستان سال ۱۳۵۷ ایران را ترک کردند. پس از پیروزی انقلاب و در سال ۱۳۵۸ جلسه‌ای با حضور آیت‌الله محمد مفتح و تعدادی از کارکنان تالار رودکی در باغ منظریه تهران تشکیل شد. زمانی که از او در مورد آینده هنر باله و سازمان باله ملی ایران پرسیدند، او پایان این هنر در ایران را اعلام کرد.
پس از انحلال سازمان باله ملی ایران، رقصندگان و دست اندرکاران ایرانی گروه بالاجبار یا جذب زمینه‌های دیگر هنرهای نمایشی مانند تئاتر و سینما شدند یا برای ادامه فعالیت در این رشته به خارج از ایران مهاجرت کردند مانند علی پور فرخ آخرین مدیر هنری سازمان. تعدادی نیز برای همیشه این حرفه را ترک گفتند.

## پس از انقلاب ۱۳۵۷
پس از انقلاب و در سال‌های اخیر، در داخل کشور، تعدادی از اعضاء پیشین سازمان باله ملی ایران و سازمان رقصندگان محلی فولکلر دست به فعالیت هائی هر چند بسیار محدود و غیر حرفه‌ای در زمینه رقص زده‌اند. آموزش تفننی باله برای علاقه‌مندان بیشمار این رشته هنری نیز به صورت زیرزمینی در تهران و شهرهای بزرگ در جریان است. هر چند واژه رقص در ادبیات اجتماعی‌ای که رسماً از طرف حکومت تبلیغ می‌شود بکار برده نمی‌شود ولی هر از گاه و به مناسبت‌های شاد مذهبی و اجتماعی نمایش‌های ابتدائی رقص با محدودیت هائی برگزار می‌شود که به آن حرکات موزون می‌گویند.

## بازسازی سازمان در خارج از ایران
بیست و سه سال پس از انحلال باله ملی ایران، این سازمان به وسیله نیما کیان، هنرمند باله و رقصپرداز ایرانی مقیم کشور سوئد، با حمایت ارگان‌ها و سازمان‌های فرهنگی سوئدی در این کشور بازسازی شد. سازمان باله ایران با الهام از باله روسی و باله سوئدی، که در اوائل قرن بیستم و هر دو در غربت با هدف اشاعه فرهنگ و هنر کشور متبوع خود پایه‌ریزی شدند، به وجود آمد و نخستین اجرای جهانی باله ایران در ۱۵ مهرماه ۱۳۸۱ به روی صحنه رفت. رپرتوار باله ایران تماماً بر پایه فرهنگ و میراث فرهنگی ایران به وجود آمده‌است. رپرتوار این سازمان شامل آثار بین‌المللی و شناخته شده باله نیست بلکه به آفریده‌هایی محدود می‌شود که مستقیماً ملهم از فرهنگ، ادبیات و تاریخ ایران ساخته شده‌اند. پروژه بازسازی سازمان باله ملی ایران انعکاسی بین‌المللی یافته و از آن به عنوان بزرگترین طرح منفرد هنری اجراء شده در خارج از کشور نام برده می‌شود.